# Художественная гимнастика на летних Олимпийских играх 2000 — групповое многоборье
Соревнования по художественной гимнастике в командном многоборье на летних Олимпийских играх 2000 года проходили в павильоне Росс в Сиднейском Олимпийском парке. 28 сентября прошла квалификация, а 1 октября 8 команд выступили в финале. Абсолютно одинаковое количество баллов набрали гимнастки из Беларуси и России, но в итоге победу отдали россиянкам. Третье место заняла команда Греции.

## Финал
| Место | Команда | 10          | 3 + 2       | Сумма              |
| ----- | --- | ----------- | ----------- | ------------------ |
| 1     | Россия · Ирина Белова · Елена Шаламова · Наталья Лаврова · Мария Нетёсова · Вера Шиманская · Ирина Зильбер                 | 19.800 (=1) | 19.700 (=2) | 39.500 TBP: 39.520 |
| 2     | Беларусь · Татьяна Ананько · Татьяна Белан · Анна Глазкова · Ирина Ильенкова · Мария Лазук · Ольга Пужевич                 | 19.800 (=1) | 19.700 (=2) | 39.500 TBP: 39.500 |
| 3     | Греция · Ирина Аиндили · Ева Христодулу · Мария Георгату · Зара Карьями · Хариклия Пантаци · Анна Поллату                  | 19.550 (3)  | 19.733 (1)  | 39.283             |
| 4     | Германия · Фридерика Арльт · Сюзан Беникке · Жанин Фисслер · Сельма Нойхаус · Джессика Шумахер · Анника Сайбель            | 19.533 (4)  | 19.366 (4)  | 38.899             |
| 5     | Япония · Аяко Инада · Юкари Мицобе · Юкари Мурата · Рие Накасима · Масами Наката · Мадока Окамори                          | 19.350 (5)  | 19.200 (=7) | 38.550             |
| 6     | Италия · Элена Амато · Сильвия Грегорини · Эва Д’Аморе · Ноэми Иецци · Роберта Лучентини · Арианна Руска                   | 19.250 (6)  | 19.233 (6)  | 38.483             |
| 7     | Болгария · Габриэла Атанасова · Жанета Илиева · Пролетина Калчева · Элеонора Кежова · Галина Маринова · Кристина Рангелова | 19.166 (7)  | 19.266 (5)  | 38.432             |
| 8     | Бразилия · Дайана Камильо · Флавия де Фариа · Алессандра Фересин · Камила Фересин · Талита Накадомари · Наталия Шерер      | 19.066 (8)  | 19.200 (=7) | 38.266             |